# إيلين دي كونينغ
إيلين ماري كاثرين دي كونينغ (عائلتها عند الولادة: فريد، 12 مارس 1918- 1 فبراير 1989) رسامة تعبيرية تجريدية وتعبيرية تصويرية في فترة ما بعد الحرب العالمية الثانية. كتبت على نطاق واسع عن فن هذه الفترة الزمنية، وكانت محررة مساعدة في مجلة آرت نيوز.

## حياتها المبكرة وتعليمها
ولدت إيلين دي كونينغ باسم إيلين ماري كاثرين فريد عام 1918 في فلاتبوش، نيويورك. أخبرت الناس في وقت لاحق من حياتها أنها ولدت في عام 1920. كانت والدتها ماري إيلين أوبرين، كاثوليكية إيرلندية ووالدها تشارلز فرانك فريد، بروتستانتي من أصل يهودي. كان تشارلز مدير مصنع لشركة بوند بريد.
كانت إيلين الأكبر بين أربعة أطفال، مارجوري وكونارد وبيتر. على الرغم من اتهام أخت إيلين الصغرى والدتها بأنها أقل اهتمامًا ورعاية من بعض الأهالي، فقد دعمت الأم إخوانها الأكبر والطامحين فنيًا.
بدأت والدة إيلين باصطحابها إلى المتاحف في سن الخامسة وعلمتها أن ترسم ما تراه. ملأت الرسومات غرفة إيلين في طفولتها. التزمت والدتها بمركز كريدمور النفسي لمدة عام خلال طفولة إيلين بعد أن أبلغ أحد الجيران عن إهمالها لأطفالها الفقراء.

## دراستها
بدأت إيلين برسم وبيع صور شخصية للأطفال الذين التحقوا معها بالمدرسة الابتدائية. كانت إيلين مهتمة بالرياضة والفن وكان أداؤها جيدًا في كليهما. درست إيلين في مدرسة إيراسموس هول الثانوية في بروكلين. بعد تخرجها من المدرسة الثانوية، التحقت لفترة وجيزة بكلية هانتر في مدينة نيويورك، حيث أصبحت صديقة لمجموعة من الرسامين الواقعيين التجريديين والاجتماعيين. في عام 1937، التحقت بمدرسة ليوناردو دافنشي للفنون واستمرت في الدراسة في مدرسة الفنانين الأمريكية، وكلاهما في مدينة نيويورك. خلال فترة دراستها، كسبت إيلين المال عن طريق العمل كنموذج حي للرسم في مدرسة الفنون.

## زواجها من ويليم دي كونينغ
في خريف عام 1938، قدمها معلمها روبرت جوناس إلى ويليم دي كونينغ في مقهى في مانهاتن عندما كان عمرها 20 عامًا بينما كان ويليم يبلغ من العمر 34 عامًا. كانت إيلين معجبة بأعمال ويليم الفنية قبل مقابلتها له. بعد لقائهما، بدأ ويليم تعليمها الرسم والتلوين. رسما في شقته الواقعة في الشارع الحادي والعشرين، الغربي 143 وعرف بانتقاده اللاذع لفنها، «فقد كان يطلب منها أن ترسم وتعيد رسم شكل ما أو مشهد طبيعة صامتة ويصر على وضوح الخط ودقته وجودته مع التظليل المتدرج والدقيق». حتى أنه أتلف العديد من رسوماتها، إلا أن هذا «دفع إيلين للسعي من أجل كل من الدقة والأناقة في عملها». انتقلت إيلين بعد زواجهما في 9 ديسمبر من عام 1943، إلى شقته واستمرا في مشاركة مساحات العمل.
حظي الزوجان بما سمي لاحقًا زواجًا مفتوحًا، فقد كان كل منها منفتحًا حول الجنس وحول علاقات الآخر العاطفية. أقامت إيلين علاقات عاطفية مع الرجال الذين ساعدوا ويليم بمسيرته المهنية، مثل هارولد روزنبرغ وهو ناقد فني مشهور وتوماس بي. هيس وهو كاتب عن الفن ومدير التحرير في آرت نيوز وتشارلز إيغان، وهو المالك لصالة عرض تشارلز إيغان. أنجب ويليم ابنة، ليزا دي كونينغن غي عام 1956، نتيجة لعلاقة عاطفية جمعته بجوان وارد. 
عانى كل من ويليم وإيلين من إدمانها للكحول، مما أدى إلى انفصالهما في عام 1957. أثناء انفصالهما، بقيت إيلين في نيويورك تعاني من الفقر، بينما انتقل ويليم إلى لونغ آيلاند ليصاب بالاكتئاب. واصل كلاهما الرسم حتى خلال معاناتهما من الإدمان على الكحول. على الرغم من انفصالهما لما يقارب عشرين عامًا، إلا أنهما لم يحصلا على الطلاق أبدًا، ليلتم شملهما مجددًا في عام 1976.

## حياتها المهنية
كانت إيلين دي كونينغ رسامة بارعة في رسم المناظر الطبيعية والبورتريه وكانت ناشطة في الحركة التعبيرية التجريدية في منتصف القرن العشرين. كانت عضوًا في نادي الشارع الثامن (النادي) في مدينة نيويورك. كان النادي بمثابة مساحة لمناقشة الأفكار. كان من بين هذه المجموعة من الفنانين ويليم دي كونينغ وجيمي روزاتي وجورجيو سبافينتي وميلتون ريسنيك وبات باسلوف وإيرل كيركام ولودفيغ ساندر وأنجيلو إيبوليتو وفرانز كلاين وكليفورد وهانز هوفمان. كانت عضوية المرأة أمرًا نادرًا في ذلك الوقت.
روجت إيلين لأعمال ويليم طوال علاقتهما. جنبًا إلى جنب مع عملها الخاص كرسامة، كانت ملتزمة باكتساب الاعتراف لأعمال زوجها. على الرغم من أنها كانت جادة للغاية بما يخص عملها الخاص، لطالما علمت بأن شهرة زوجها كانت تطغى عليها. بعد عرض أعمالهما في معرض سيدني جانيس، الفنانون: الرجل والزوجة الذي ضم أيضًا، جاكسون بولوك ولي كراستر، بن نيكسون وبارابرا هيبورث، جان آرب وصوفي تاوبر- آرب، قالت إيلين: «لقد بدت فكرة جيدة في ذلك الوقت، لكن لاحقًا بدأت أعتقد أنها كانت تقليلًا من شأن النساء. كان هنالك شيء حول المعرض الذي ربط النساء بفكرة كونهن زوجات الفنانين الحقيقيين». على الرغم من تأثير هذا على حياتها المهنية، واصلت إيلين الترويج لزوجها.
في عام 1952، قضت الصيف في منزل تاجر الفن ليو كاستيلي في ذا هامبتونز مع ويليم دي كونينغ.
في أبريل عام 1954، قدمت إيلين أول معرض فردي لها في صالة عرض ستابل (أعلنت في بعض الأحيان أنه حصل في عام 1952 لكن المعرض تأسس في عام 1953).
غالبًا ما همشت النساء في الحركة التعبيرية التجريدية، فقد كن بمثابة أشياء وملحقات لتأكيد ذكورة نظرائهن الذكور. لهذا السبب، اختارت التوقيع على أعمالها الفنية بالأحرف الأولى من اسمها بدلًا من اسمها الكامل لتجنب وصف لوحاتها بأنها مؤنثة في حركة ذكورية تقليدية، ومن أجل عدم الخلط بينها وبين زوجها ويليم دي كونينغ.
كانت إيلين وويليم أيضًا جزءًا من مسرح مدرسة نيويورك، والتي شملت جاكسون بولوك.